# Stojak rowerowy

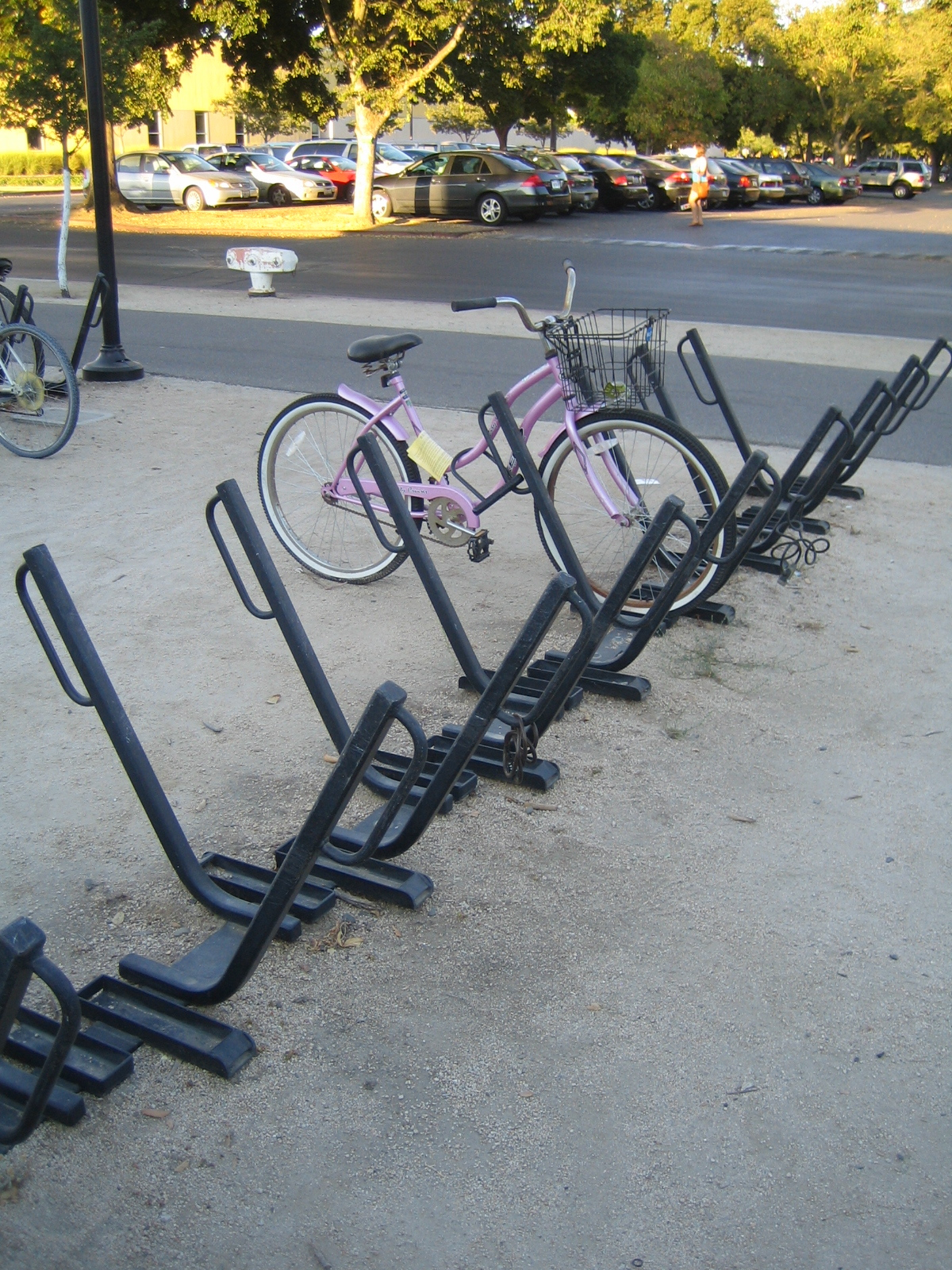
Stojaki rowerowe w Davis

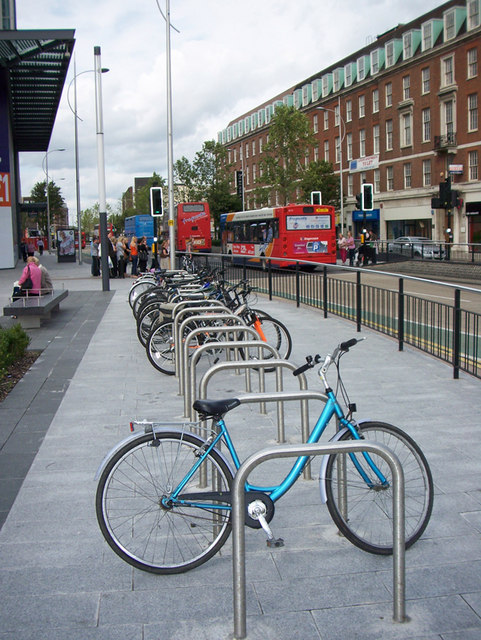
Stojaki w Ferensway

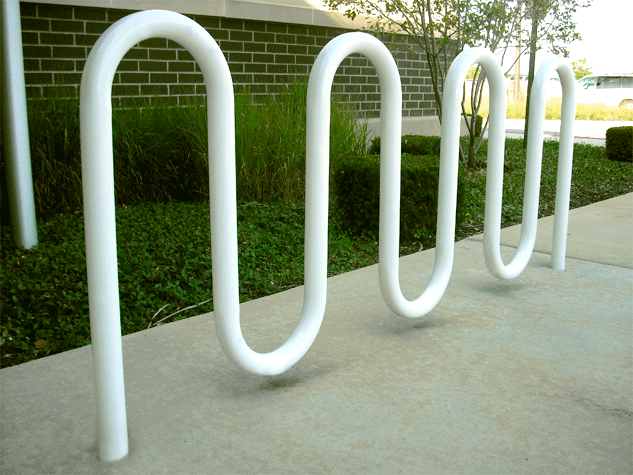
Stojak w kształcie serpentyny w North Aurora

Stojak rowerowy – konstrukcja zapewniająca miejsce parkingowe dla rowerów o minimalnej funkcjonalności lub element większej całości do parkowania, do której można przymocować rowery.
Cechy funkcjonalnego stojaka rowerowego:
- pozwala na jednoczesne przypięcie koła i ramy roweru;
- jest  solidnie przytwierdzony do podłoża,
- pozwala na oparcie roweru,
- nie powoduje uszkodzeń roweru,
- pozwala  przypiąć  różne  rodzaje i  wielkości rowerów (dziecięce, z koszykami, poziome itp.)

## Typy / Rodzaje stojaków

### Podział ze względu na miejsce montowania

#### Stojaki montowane na ścianie
Te stojaki są montowane na ścianie lub innej pionowej powierzchni i są często używane w miejscach, gdzie przestrzeń jest ograniczona. Mogą być wykonane z różnych materiałów, w tym stali i aluminium, i są w różnych kształtach i rozmiarach.

#### Stojaki naziemne
Te stojaki są osadzone w ziemi i są często używane w parkach i innych przestrzeniach zewnętrznych. Są one zazwyczaj wykonane ze stali lub innych trwałych materiałów i mogą być zaprojektowane tak, aby pomieścić wiele rowerów.

### Podział ze względu na konstrukcje

#### Stojak U-kształtny (U-rack)
U-rack ma odwrócony kształt litery U; Składa się z dwóch pionowych słupów z poprzeczką na górze, z dwoma punktami styczności z podłożem. Można go umieścić wzdłuż chodników zajmując minimalną przestrzeń. Pozwalają na wygodne przypięcie roweru za ramę oraz co najmniej jedno koło. Przy odpowiedniej długości pozwala na zabezpieczenie zarówno przednich, jak i tylnych kół roweru. Są bezpieczne dla roweru (szczególnie jeżeli mają gumowe odboje). Do takiego roweru łatwo się dostać i  można bardzo szybko go zapiąć/odpiąć. Rower przypina się do niego za pomocą zapięcia rowerowego (U-lock, linka, lub łańcuch) rower. Zapewnia możliwość przypięcia roweru  w sposób maksymalnie bezpieczny.

#### Fala / Wave
Stojak rowerowy wave jest o pofalowanym kształcie. Oferuje możliwość zabezpieczenia jednocześnie większej liczby rowerów niż U-rack. Umożliwia parkowanie rowerów na bardziej kompaktowej przestrzeni. Przypięcie roweru możliwe jest tylko za jedno z kół.

#### Siatka
Stojak rowerowy składający się z pionowych prętów łączących górne i dolne metalowe pręty. Pozwala na parkowanie rowerów po obu stronach stojaka. Przypięcie roweru możliwe jest tylko za jedno z kół.

#### Słupek
Stojaki rowerowe na słupki to zasadniczo pachołki (krótkie słupki) z jednym lub dwoma ramionami blokującymi, które można wykorzystać do zabezpieczenia rowerów.

#### Piętrowy
Piętrowe stojaki rowerowe to stojaki dwupoziomowe, wykorzystywane do zwiększenia ilości przechowywanych rowerów.

#### Dekoracyjne. Innowacyjny
Dekoracyjny stojak rowerowe skupiają się na elementach aspektach estetycznych jako element małej architektury. Mają one na celu uzupełnienie wyglądu i stylu otaczającego tematu lub otoczenia.

#### Wyrwikółka
Nie jest to typ stojaka a potoczne w Polsce określenie grupy stojaków (wave, siatka), w których przypięcie roweru jest możliwe tylko za jedno z kół. Mają one szereg wad:
- nie zabezpieczają roweru i umożliwiają kradzież poprzez odkręcenie przypiętego koła[9],
- mogą powodować skrzywienie tarcz hamulcowych,
- nie zapewniają stabilnego trzymania roweru (rowery przewracają się na siebie i powodując uszkodzenia),
- utrudniają dostępem do zapięcia rowerowego – gęsto ustawione rowery uniemożliwiają wygodne przypięcie lub odpięcie blokady kradzieżowej.